# 崖州湾
崖州湾是海南島西南部的海灣，因地处古崖州城西南而得名。崖州湾范围东起南山岭，西至角头岭，沿岸线长2.5公里，是三亚市最大的海湾，海床布满礁石。
寧遠河注入崖州湾。崖州灣是海南重要的古代文化遺址，是中國古代海上絲綢之路的出發和補給港。

## 航运条件
崖州湾东距榆林港33公里，西距莺歌嘴30公里，海湾东靠南山岭，西有东罗岛，是东北季风期的优良停泊处，泊地位于保平港西南约1.5公里处。因北部、东部均有山体作为挡风屏障，除西南风盛行时涌浪较大外，其他风向均涌浪小，且水流速快。

## 歷史
崖州灣是中國最南端的貿易門戶，在古代是海上絲綢之路的重要港口。
在海南島戰役期间，崖州灣一帶均爲砂地。
現在，崖州灣附近有多个村落，盛产海参、龙虾和马鲛鱼。旅游业尚未正式開發。

## 民间故事

### 鑑真
唐朝時期，中國的鑑真和尚幫助將佛教傳入日本，鑑真和尚東渡日本遇颱風漂流，漂流到海南。登陸了崖州灣後，他將被海水打濕的經卷在崖州灣海岸的坡地上晾曬，這片土地被當地人稱為「曬經坡」。

### 黄道婆
宋末元初，黄道婆出生于崖州北厢的一个贫穷农民家庭，她的父母在她小时候就去世了。她五十多岁时，她无缘无故地离开崖州，乘商船，从崖州湾的大蛋港前往中國大陆。

### 王邦相
在大小洞天的北侧，有一个鲨鱼墳 —— 「鯊恩公」，有传说中的关于龙王顯靈的故事，表达了对王邦相与鲨鱼的感激之情。
明朝時期，疍村王邦相从崖州湾港门港乘船去海口，以参加科举考试。航行途中，有鯊魚、鱉想把船掀翻。過了一會兒，船翻了，沒有有生還的人。於是他跳到海中，魚背着他來到了南山領灣的岸邊。魚垂死後，他流着眼淚把牠埋了，並在大小洞天築石成墳。

## 伸延閱讀
- 宁远河
- 榆林港
- 莺歌嘴
- 北部湾
- 鑒真
- 南海
- 崖州中心漁港
- 崖州区
- 三亚